# تاکئو سوگییاما
تاکئو سوگییاما (انگلیسی: Takeo Sugiyama؛ زادهٔ ۸ مهٔ ۱۹۳۳) بازیکن بسکتبال اهل ژاپن بود.